# Hendrik van Croÿ
Hendrik van Croÿ was graaf van Porcéan (1456-1514) in opvolging van zijn vader, Filips van Croÿ.
Hij was de oudere broer van Willem II van Croÿ, adviseur van keizer Karel V.
Hij trouwde met Charlotte de Chateaubriand  (†1509) en kreeg als kinderen:
- Filips II van Croÿ (1496-1549), hertog van Aarschot, belangrijkste erfgenaam van Willem II van Croÿ
- Willem van Croÿ (1497-1521), aartsbisschop van Toledo en kardinaal
- Robert van Croÿ (1500-1556), bisschop van Kamerijk
- Jacqueline van Croÿ, getrouwd met Anton van Glymes
- Karel van Croÿ (1506 of 1507-1564), bisschop van Doornik

## Voorouders
| Voorouders van Hendrik van Croÿ | Voorouders van Hendrik van Croÿ                                               | Voorouders van Hendrik van Croÿ                                               | Voorouders van Hendrik van Croÿ                                               | Voorouders van Hendrik van Croÿ                                               | Voorouders van Hendrik van Croÿ                                               | Voorouders van Hendrik van Croÿ                                               | Voorouders van Hendrik van Croÿ                                            | Voorouders van Hendrik van Croÿ                                            |
| ------------------------------- | ----------------------------------------------------------------------------- | ----------------------------------------------------------------------------- | ----------------------------------------------------------------------------- | ----------------------------------------------------------------------------- | ----------------------------------------------------------------------------- | ----------------------------------------------------------------------------- | -------------------------------------------------------------------------- | -------------------------------------------------------------------------- |
| Overgrootouders                 | Jan I van Croÿ (1365-1415) ∞ Margaretha van Craon (1368-1420)                 | Jan I van Croÿ (1365-1415) ∞ Margaretha van Craon (1368-1420)                 | Anton van Vaudémont (1393-1458) ∞ Maria van Aumale (1398-1476)                | Anton van Vaudémont (1393-1458) ∞ Maria van Aumale (1398-1476)                | Peter I van Luxemburg-Saint Pol (1385-1433) ∞ Margaretha van Baux (1390-1469) | Peter I van Luxemburg-Saint Pol (1385-1433) ∞ Margaretha van Baux (1390-1469) | Robert van Bar-Mousson (1390-1415) ∞ Johanna van Béthune (1400-1459)       | Robert van Bar-Mousson (1390-1415) ∞ Johanna van Béthune (1400-1459)       |
| Grootouders                     | Anton van Croÿ (1380-1473) ∞ Margaretha van Lotharingen-Vaudémont (1420-1475) | Anton van Croÿ (1380-1473) ∞ Margaretha van Lotharingen-Vaudémont (1420-1475) | Anton van Croÿ (1380-1473) ∞ Margaretha van Lotharingen-Vaudémont (1420-1475) | Anton van Croÿ (1380-1473) ∞ Margaretha van Lotharingen-Vaudémont (1420-1475) | Lodewijk van Luxemburg-Saint Pol (1418-1475) ∞ Johanna van Bar (1415-1462)    | Lodewijk van Luxemburg-Saint Pol (1418-1475) ∞ Johanna van Bar (1415-1462)    | Lodewijk van Luxemburg-Saint Pol (1418-1475) ∞ Johanna van Bar (1415-1462) | Lodewijk van Luxemburg-Saint Pol (1418-1475) ∞ Johanna van Bar (1415-1462) |
| Ouders                          | Filips I van Croÿ (1435-1515) ∞ Jacoba van Luxemburg-Saint Pol (1435-1500)    | Filips I van Croÿ (1435-1515) ∞ Jacoba van Luxemburg-Saint Pol (1435-1500)    | Filips I van Croÿ (1435-1515) ∞ Jacoba van Luxemburg-Saint Pol (1435-1500)    | Filips I van Croÿ (1435-1515) ∞ Jacoba van Luxemburg-Saint Pol (1435-1500)    | Filips I van Croÿ (1435-1515) ∞ Jacoba van Luxemburg-Saint Pol (1435-1500)    | Filips I van Croÿ (1435-1515) ∞ Jacoba van Luxemburg-Saint Pol (1435-1500)    | Filips I van Croÿ (1435-1515) ∞ Jacoba van Luxemburg-Saint Pol (1435-1500) | Filips I van Croÿ (1435-1515) ∞ Jacoba van Luxemburg-Saint Pol (1435-1500) |
| Hendrik van Croÿ (-)            |                                                                               |                                                                               |                                                                               |                                                                               |                                                                               |                                                                               |                                                                            |                                                                            |